# Jagdbombergeschwader 42
Das Jagdbombergeschwader 42 (JaboG 42) war von 1964 bis 1967 ein fliegender Kampfverband der Luftwaffe.

## Geschichte
Das JaboG 42 wurde zum 1. Oktober 1964 durch Umgliederung und Umbenennung des Jagdgeschwaders 73 am Standort Pferdsfeld aufgestellt. Nach Umrüstung auf die Fiat G.91 erfolgte zum 1. Mai 1967 die Umbenennung in Leichtes Kampfgeschwader 42 (LeKG 42).
Nach Einführung des Waffensystem F-4F Phantom gliederte der Verband 1975 zum Jagdbombergeschwader 35 um und verlegte 1997 nach Laage, wo es heute als Jagdgeschwader 73 stationiert ist.

## Genutzte Flugzeugmuster
- North American F-86 Sabre Mk 6 (1964–1966)
- Fiat G.91 (1966–1967)

## Kommodore
Die Kommodores des JaboG 42 waren:
| Name                           | von             | bis            |
| ------------------------------ | --------------- | -------------- |
| Oberst Fritz Schröter          | 1. Oktober 1964 | 31. März 1966  |
| Oberstleutnant Lothar Maretzke | 1. April 1966   | 30. April 1967 |